# Noord Nederlandse Handboogfederatie
De Noord Nederlandse Handboogfederatie (NNHF) is een samenwerkingsverband van handboogverenigingen uit de provincies Drenthe, Groningen, Friesland en de kop van Overijssel. De NNHF werd op 21 december 1994 opgericht, mede uit onvrede met het toenmalig beleid van de NHB. 

## Verenigingen
Aangesloten verenigingen, alfabetisch op plaatsnaam:
- HBV Nocht En Wille, Birdaard
- Sagittarius, Emmen
- GHV Vector, Groningen
- De Vrijbuiters, Hengelo
- True Flight, Muntendam
- 't Trefpunt, Joure
- D.O.V., Leeuwarden
- Noorder Pijl, Leek
- De Molenschutters, Oudemolen
- DWSFriesland Oosterbierum
- Orion, Sneek
- Odulphus, Stavoren
- Robin's Neighbourhood, Steenwijk
- Fryske Wald, Surhuisterveen
- Agilaz, Tiendeveen
- 't Trefpunt, Tijnje
- Boreas, Ureterp
- De Treffers '93, Zuidlaren
- De Vrijheid, Zuidlaren
- Dutch Open Archery Gasselte